# Мартин, Стив
Сти́вен Гленн (Стив) Ма́ртин (англ. Stephen Glenn «Steve» Martin; род. 14 августа 1945, Уэйко, Техас, США) — американский актёр кино и озвучивания, комик, писатель, музыкант, композитор, продюсер. Мировую славу получил благодаря фильмам «Придурок», «Весь я», «Роксана», «Самолётом, поездом, машиной», «Отпетые мошенники», «Родители», «Отец невесты» и «Розовая пантера». В 2014 году Мартин был удостоен премии «Оскар» за выдающийся вклад в киноискусство.

## Биография
Родился в Уэйко (штат Техас) 14 августа 1945 года. В подростковом возрасте актёр, подрабатывающий в теннисных парках «Диснейленда», развлекал посетителей различными фокусами и игрой на банджо. Образование Стив получает в Калифорнийском университете. Некоторое время актёр изучал философию, однако успехов на этом поприще, к радости фанатов, не достиг. В один прекрасный день актёр понимает, что именно комедия — дело всей его жизни. Первые свои шаги в этом направлении он предпринимает, выступая в различных клубах в качестве комического актёра разговорного жанра. На этом направлении Мартин добивается значительных успехов, два его комедийных альбома «A Wild and Crazy Guy» и «Let's Get Small» получают премию «Грэмми».

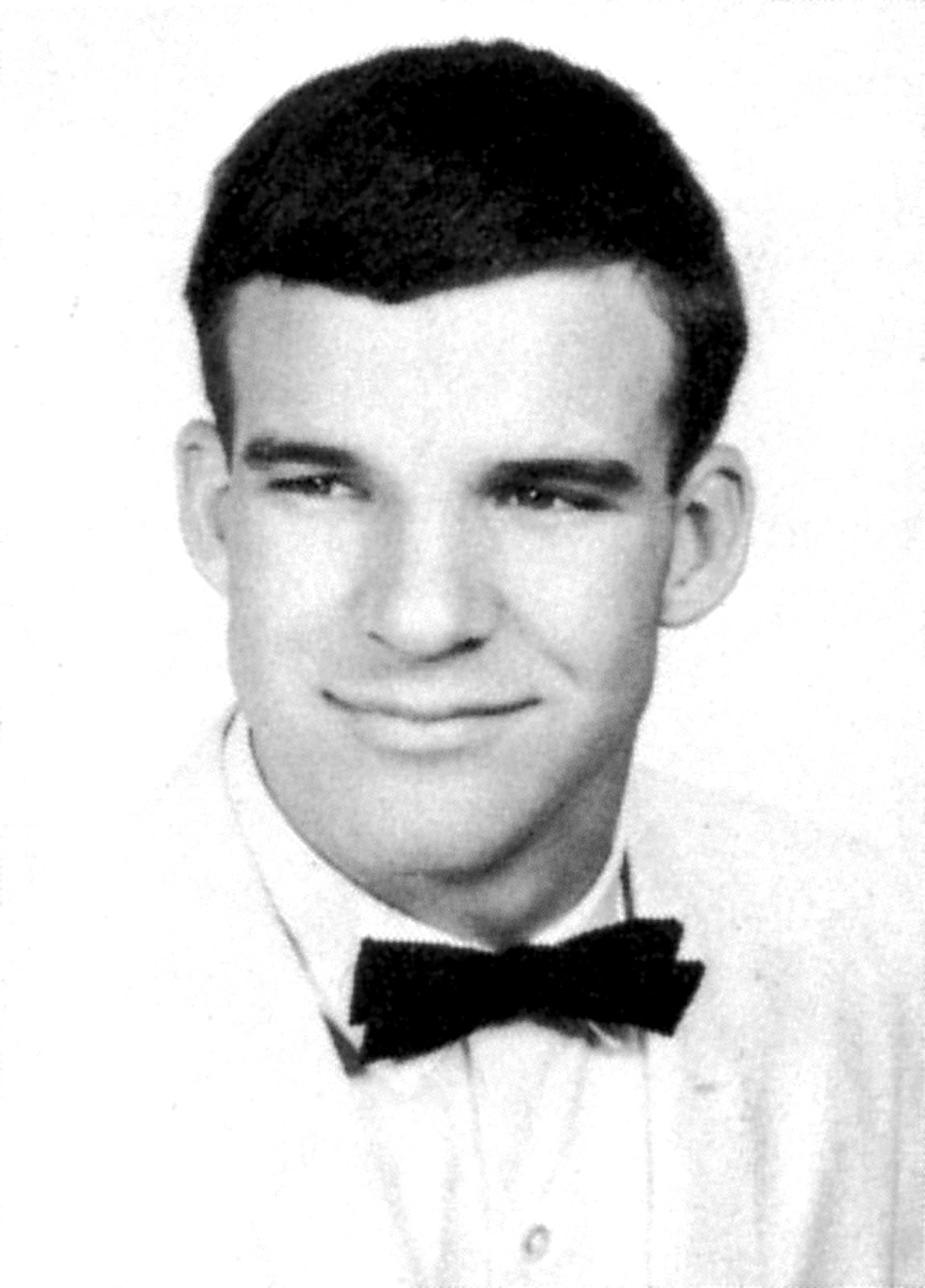
Мартин на выпускном балу

В кино Мартин дебютирует одновременно в качестве актёра и сценариста в короткометражном фильме «Рассеянный официант» (1977), который был номинирован на премию «Оскар». Кроме того, в 1979 году он в качестве актёра и одного из соавторов сценария принимает участие в работе над фильмом «Придурок» (1979). В 1981 году играет в комедии «Гроши с неба» (1981) вместе с Бернадетт Питерс. Поставил картину известный режиссёр и хореограф Герберт Росс. Большую популярность ему приносит сотрудничество с режиссёром Карлом Райнером в фильмах «Мёртвые пледов не носят» (1982), «Весь я» (1984) и «Мозги набекрень» (1983). В большинстве этих лент он принимал участие и как сценарист.
Главную роль он играет и в следующей картине, снятой по его сценарию, написанному на основе пьесы Э. Ростана «Сирано де Бержерак» — «Роксана» (1987). Эта картина приносит Стиву не только любовь зрителей, но и награду от Писательской Гильдии Америки за лучший сценарий и премию от Лос-Анджелесской Киноассоциации Критиков за лучшую роль. Кроме всего прочего Мартин был ещё и исполнительным продюсером картины.
В 1988 году на экраны выходит популярная картина Фрэнка Оза «Отпетые мошенники» с Мартином и Майклом Кейном, составившим актёру великолепную пару. С другим популярным комиком Джоном Кэнди он снялся в искромётной комедии «Самолётом, поездом и автомобилем» в 1987 году, а в 1989 — в семейной комедии «Родители» он работает на одной съёмочной площадке с Дайан Уист, Мэри Стинберджен и Риком Моранисом.
В 1991 году в прокат выходит картина «Лос-анджелесская история», в которой Мартин вновь выступает одновременно в качестве актёра, сценариста и исполнительного продюсера. В течение двух последующих лет выходят ещё три фильма с его участием: «Большой каньон» (1991), «Отец невесты» (1991) и «Хозяйка дома» (1992), за роли в двух последних картинах актёр получает приз зрительских симпатий.

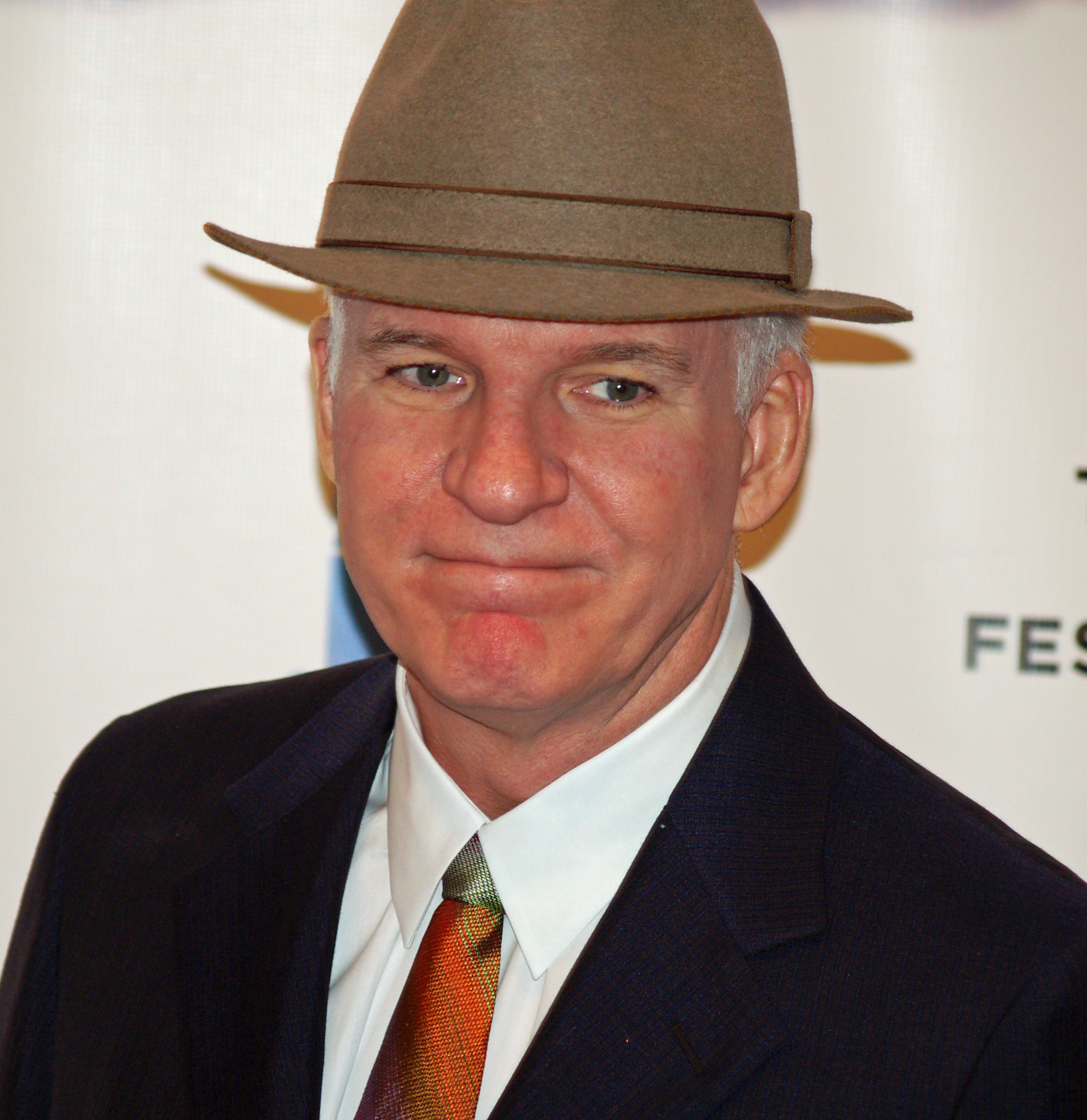
В 2008 году на фестивале Трайбека

За роль во второй части нашумевшей картины — «Отец невесты 2» (1995) — Стива номинируют на «Золотой глобус». В 1999 году вместе с Эдди Мерфи играет в картине Фрэнка Оза «Клёвый парень».
В 2000-е годы Мартин снимается как в авторском, интеллектуальном кино, так и в имевших огромный коммерческий успех комедиях «Дом вверх дном», «Оптом дешевле», «Розовая пантера».
В 2001, 2003 и 2010 годах вёл церемонию награждения премией «Оскар».
Позже наиболее заметными премьерами с участием актёра стали «Секрет Джо Гулда» (2000), «Продавщица» (2005) и «Ой, мамочки» (2008). В 2007 году был награждён премией имени Кеннеди. В 2009 году на экран вышли ещё две работы актёра: «Простые сложности» и «Розовая пантера 2». В 2011 году был выпущен фильм «Большой год», где он играл вместе с Джеком Блэком и Оуэном Уилсоном.
В августе 2022 года объявил о завершении актёрской карьеры после завершения сериала «Убийства в одном здании».

## Личная жизнь
В 1970-х и начале 1980-х Мартин встречался с Бернадетт Питерс. 20 ноября 1986 года он женился на Виктории Теннант, в 1994 году они развелись.
В 2004 году Мартин начал встречаться с бывшей сотрудницей журнала «The New Yorker» Аной Стрингфилд. 28 июля 2007 года они обвенчались в доме Мартина в Лос-Анджелесе (церемонию вёл бывший сенатор штата Небраска Боб Керри, шафером Мартина выступил Лорн Майклз). В декабре 2012 года 67-летний Мартин впервые стал отцом, когда Стрингфилд родила ему дочь.

## Фильмография
| Год  |     | Русское название                                                              | Оригинальное название                                                               | Роль                            |
| ---- | --- | ----------------------------------------------------------------------------- | ----------------------------------------------------------------------------------- | ------------------------------- |
| 1977 | кор | Рассеянный официант                                                           | The Absent-Minded Waiter                                                            | Стивен                          |
| 1978 | ф   | Оркестр клуба одиноких сердец сержанта Пеппера                                | Sgt. Pepper's Lonely Hearts Club Band                                               | доктор Максвелл Эдисон          |
| 1979 | ф   | Маппеты                                                                       | The Muppet Movie                                                                    | наглый официант                 |
| 1979 | ф   | Детишки в порядке                                                             | The Kids Are Alright                                                                | играет самого себя              |
| 1979 | ф   | Придурок                                                                      | The Jerk                                                                            | Нэйвин Джонсон                  |
| 1981 | ф   | Гроши с неба                                                                  | Pennies from Heaven                                                                 | Артур Паркер                    |
| 1982 | ф   | Мёртвые пледов не носят                                                       | Dead Men Don’t Wear Plaid                                                           | Ригби Реардон                   |
| 1983 | ф   | Мозги набекрень                                                               | The Man with Two Brains                                                             | профессор Майкл Хвухрухурр      |
| 1984 | ф   | Одинокий парень / Бобыль                                                      | The Lonely Guy                                                                      | Ларри Хаббард                   |
| 1984 | ф   | Весь я                                                                        | All of Me                                                                           | Роджер Кобб                     |
| 1985 | ф   | Толкачи и кидалы                                                              | Movers & Shakers                                                                    |                                 |
| 1986 | ф   | Три амиго                                                                     | Three Amigos!                                                                       | Лаки Дэй                        |
| 1986 | ф   | Магазинчик ужасов                                                             | Little Shop of Horrors                                                              | Орин Скривелло                  |
| 1987 | ф   | Роксана                                                                       | Roxanne                                                                             | Си Ди «Чарли» Бэйлз             |
| 1987 | ф   | Самолётом, поездом и автомобилем                                              | Planes, Trains & Automobiles                                                        | Нейл Пейдж                      |
| 1988 | ф   | Отпетые мошенники                                                             | Dirty Rotten Scoundrels                                                             | Фредди Бенсон                   |
| 1989 | ф   | Родители                                                                      | Parenthood                                                                          | Гил Бакмен                      |
| 1990 | ф   | Мои голубые небеса                                                            | My Blue Heaven                                                                      | Винценцо Антонелли              |
| 1991 | ф   | Лос-анджелесская история                                                      | L.A. Story                                                                          | Харрис                          |
| 1991 | ф   | Отец невесты                                                                  | Father of the Bride                                                                 | Джордж Стенли Бенкс             |
| 1991 | ф   | Большой каньон                                                                | Grand Canyon                                                                        | Девис                           |
| 1992 | ф   | Хозяйка дома                                                                  | HouseSitter                                                                         | Ньютон Дэвис                    |
| 1992 | ф   | Сила веры                                                                     | Leap of Faith                                                                       | Йонас Найтингейл                |
| 1994 | ф   | Просто поворот судьбы                                                         | A Simple Twist of Fate                                                              | Майкл Маккан                    |
| 1994 | ф   | Рождество психов                                                              | Mixed Nuts                                                                          | Филип                           |
| 1995 | ф   | Отец невесты 2                                                                | Father Of The Bride Part 2                                                          | Джордж Стенли Бэнкс             |
| 1996 | ф   | Сержант Билко                                                                 | Sgt. Bilko                                                                          | мастер-сержант Эрнест Дж. Билко |
| 1997 | ф   | Испанский Узник                                                               | The Spanish Prisoner                                                                |                                 |
| 1998 | мф  | Принц Египта                                                                  | The Prince of Egypt                                                                 | Хотеп                           |
| 1999 | ф   | Приезжие                                                                      | The Out-of-Towners                                                                  | Генри Кларк                     |
| 1999 | ф   | Клёвый парень                                                                 | Bowfinger                                                                           | Боуфингер                       |
| 1999 | ф   | Проект Венеры                                                                 | The Venice Project                                                                  |                                 |
| 1999 | мф  | Фантазия 2000                                                                 | Fantasia 2000                                                                       | играет самого себя              |
| 2000 | ф   | Секрет Джо Гулда                                                              | Joe Gould’s Secret                                                                  |                                 |
| 2001 | ф   | Новокаин                                                                      | Novocaine                                                                           | Фрэнк Сангстер                  |
| 2003 | ф   | Дом вверх дном                                                                | Bringing Down the House                                                             | Питер Сандэрсон                 |
| 2003 | ф   | Луни Тюнз: Снова в деле                                                       | Looney Tunes: Back in Action                                                        | председатель                    |
| 2003 | ф   | Оптом дешевле                                                                 | Cheaper by the Dozen                                                                | Том Бейкер                      |
| 2004 | ф   | Джимини Глик в Ля-ля-вуде                                                     | Jiminy Glick in Lalawood                                                            | играет самого себя (эпизод)     |
| 2005 | ф   | Продавщица                                                                    | Shopgirl                                                                            | Рэй Портер                      |
| 2005 | ф   | Оптом дешевле 2                                                               | Cheaper by the Dozen 2                                                              | Том Бейкер                      |
| 2006 | ф   | Розовая пантера                                                               | The Pink Panther                                                                    | инспектор Жак Клузо             |
| 2008 | ф   | Ой, мамочки                                                                   | Baby Mama                                                                           | Барри                           |
| 2008 | с   | Студия 30                                                                     | 30 Rock                                                                             | Гэвин Волюр                     |
| 2009 | ф   | Розовая пантера 2                                                             | The Next Pink Panther                                                               | инспектор Жак Клузо             |
| 2009 | ф   | Простые сложности                                                             | It’s Complicated                                                                    | Адам Шаффер                     |
| 2011 | ф   | Большой год                                                                   | The Big Year                                                                        | Стю Присслер                    |
| 2015 | ф   | Любите Куперов                                                                | Love the Coopers                                                                    | Рассказчик                      |
| 2015 | мф  | Дом                                                                           | Home                                                                                | Капитан Смек, озвучка           |
| 2016 | ф   | Долгая прогулка Билли Линна в перерыве футбольного матча                      | Billy Lynn's Long Halftime Walk                                                     | Норм Оглсби                     |
| 2018 | ф   | Стив Мартин и Мартин Шорт: Вечер, который вы забудете на всю оставшуюся жизнь | Steve Martin and Martin Short: An Evening You Will Forget for the Rest of Your Life | камео                           |
| 2021 | с   | Убийства в одном здании                                                       | Only Murders in the Building                                                        | Чарльз-Хейден Сэвидж            |
| 2024 | док | Стив! (Мартин): Документальный фильм в 2 частях                               | Steve!                                                                              | камео                           |